# Eduard von Engerth

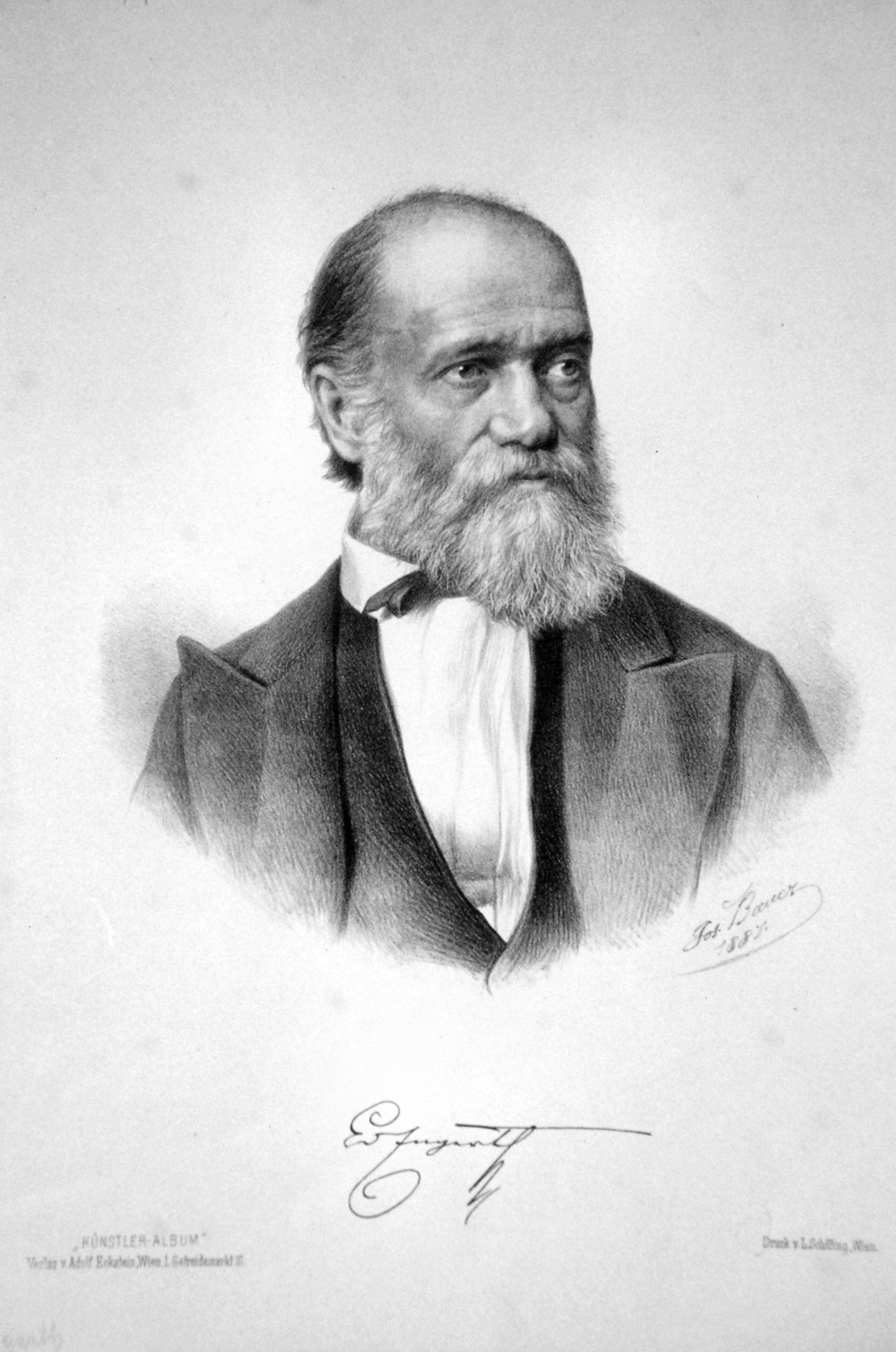
Eduard Ritter von Engerth, Lithographie von Josef Bauer

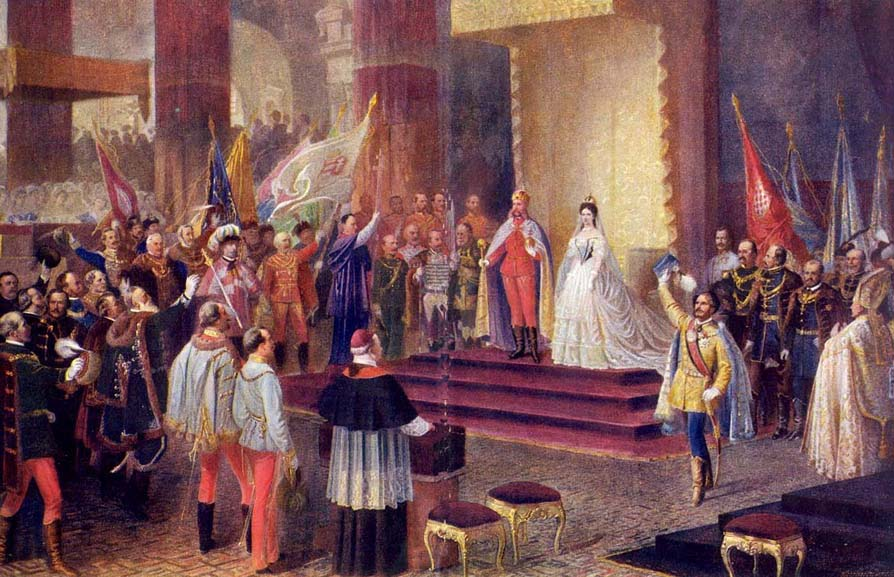
Krönung von Kaiser Franz Josef zum König von Ungarn

Eduard Ritter von Engerth (* 13. Mai 1818 in Pleß, damals Preußisch Schlesien, heute Pszczyna, Polen; † 28. Juli 1897 in Semmering, Niederösterreich) war ein österreichischer Historien- und Genremaler.

## Biografie
Eduard Engerth war der Sohn eines Malers und der Bruder des Eisenbahn- und Maschinenbauingenieurs Wilhelm Freiherr von Engerth. Den ersten Unterricht erhielt er bei seinem Vater. Später wurde er ein Schüler von Leopold Kupelwieser an der Akademie der bildenden Künste in Wien, deren großen Preis er 1845 für ein historisches Gemälde erhielt. Ein Stipendium (damals Pension genannt) ermöglichte ihm 1847 ausgedehnte Studienreisen nach Italien, Frankreich, England und dem Orient. In Rom malte er sein erstes bedeutendes Bild: Die Verhaftung der Familie des Königs Manfred nach der Schlacht von Benevent, zuletzt im k. k. Belvedere.
1854 wurde er Direktor der Kunstakademie in Prag, wo sein künstlerischer Schwerpunkt die Porträtmalerei wurde. Nebenbei vollendete er die unterdessen begonnenen Fresken in der Altlerchenfelder Pfarrkirche nach eigenen und die des Presbyteriums nach Joseph von Führichs Kompositionen. Engerth schuf zahlreiche Bildnisse und fertigte Porträts von Kaiser Franz Joseph und Kaiserin Elisabeth an.
1865 wurde er Professor an der Akademie der bildenden Künste in Wien am Schillerplatz. Hier entstand sein zweites Hauptwerk Sieg des Prinzen Eugen bei Zenta. 1868 malte er in der neu erbauten Wiener Hofoper die Fresken Hochzeit des Figaro und Krönung von Kaiser Franz Josef zum König von Ungarn.
1871 wurde er Direktor der k. k. Gemäldegalerie im Belvedere, nach 1890 im Kunsthistorischen Museum Wien und veröffentlichte 1882 einen sehr gründlichen Katalog derselben.
Er wurde am Hietzinger Friedhof bestattet.